# 第58回ダヴィッド・ディ・ドナテッロ賞
第58回ダヴィッド・ディ・ドナテッロ賞（だい58かいダヴィッド・ディ・ドナテッロしょう）の授賞式は、2013年6月14日にローマで行われた。
ノミネートは2013年5月10日に発表された。『鑑定士と顔のない依頼人』と『Diaz - Don't Clean Up This Blood』が最多13件のノミネートを獲得し、『鑑定士と顔のない依頼人』が最多6部門で受賞した。また、ヴァレリオ・マスタンドレアが主演男優賞と助演男優賞の2部門で受賞した。

## 受賞とノミネート一覧
太字が受賞者。

### 作品賞
- 鑑定士と顔のない依頼人 La migliore offerta（監督：ジュゼッペ・トルナトーレ）
- Diaz - Don't Clean Up This Blood（監督：ダニエーレ・ヴィカーリ）
- ゴッド・オブ・バイオレンス　シベリアの狼たち Educazione siberiana（監督：ガブリエレ・サルヴァトレス）
- 孤独な天使たち Io e te（監督：ベルナルド・ベルトルッチ）
- ローマに消えた男 Viva la libertà[1]（監督：ロベルト・アンドー）

### 監督賞
- ジュゼッペ・トルナトーレ（『鑑定士と顔のない依頼人』）
- ベルナルド・ベルトルッチ（『孤独な天使たち』）
- マッテオ・ガローネ（『リアリティー』）
- ガブリエレ・サルヴァトレス（『ゴッド・オブ・バイオレンス　シベリアの狼たち』）
- ダニエーレ・ヴィカーリ（『Diaz - Don't Clean Up This Blood』）

### 新人監督賞
- レオナルド・ディ・コスタンツォ（『日常のはざま』[2]）
- ジョルジア・ファリーナ（『Amiche da morire』）
- アレッサンドロ・ガスマン（『Razzabastarda』）
- ルイジ・ロ・カーショ（『La città ideale』）
- ラウラ・モランテ（『Ciliegine』）

### 脚本賞
- ロベルト・アンドー、アンジェロ・パスクイーニ（『ローマに消えた男』）
- ニコロ・アンマニーティ、ウンベルト・コンタレッロ、フランチェスカ・マルチャーノ、ベルナルド・ベルトルッチ（『孤独な天使たち』）
- ジュゼッペ・トルナトーレ（『鑑定士と顔のない依頼人』）
- マウリツィオ・ブラウッチ、ウーゴ・キーティ、マッテオ・ガローネ、マッシモ・ガウディオーゾ（『リアリティー』）
- イヴァン・コトローネオ、フランチェスカ・マルチャーノ 、 マリア・ソーレ・トニャッツィ（『はじまりは5つ星ホテルから』）

### プロデューサー賞
- ドメニコ・プロカッチ（『Diaz - Don't Clean Up This Blood』）
- ファブリツィオ・モスカ（『Alì ha gli occhi azzurri』）
- リッカルド・トッツィ、ジョヴァンニ・スタビリーニ、マルコ・キメンツ（『ゴッド・オブ・バイオレンス　シベリアの狼たち』）
- イザベラ・コクッツァ、アルトゥーロ・パーリア（『鑑定士と顔のない依頼人』）
- アンジェロ・バルバガッロ（『ローマに消えた男』）

### 主演女優賞
- マルゲリータ・ブイ（『はじまりは5つ星ホテルから』）
- ヴァレリア・ブルーニ・テデスキ（『ローマに消えた男』）
- トニー（『来る日も来る日も』[2]）
- テア・ファルコ（『孤独な天使たち』）
- ジャスミン・トリンカ（『いつか行くべき時が来る』[3]）

### 主演男優賞
- ヴァレリオ・マスタンドレア（『幸せのバランス』[4]）
- アニエッロ・アレーナ（『リアリティー』）
- セルジオ・カステリット（『Una famiglia perfetta』）
- ロベルト・ヘルリッカ（『ローマの教室で　～我らの佳き日々～』[5]）
- ルカ・マリネッリ（『来る日も来る日も』）
- トニ・セルヴィッロ（『ローマに消えた男』）

### 助演女優賞
- マヤ・サンサ（『眠れる美女』）
- アンブラ・アンジョリーニ（『Viva l'Italia』）
- アンナ・ボナイウート（『ローマに消えた男』）
- ロザベル・ラウレンティ・セラーズ（『幸せのバランス』）
- フランチェスカ・ネリ（『Una famiglia perfetta』）
- ファブリツィア・サッキ（『はじまりは5つ星ホテルから』）

### 助演男優賞
- ヴァレリオ・マスタンドレア（『ローマに消えた男』）
- ステファノ・アコルシ（『はじまりは5つ星ホテルから』）
- ジュゼッペ・バッティストン（『司令官とコウノトリ』[2]）
- マルコ・ジャリーニ（『Buongiorno papà』）
- クラウディオ・サンタマリア（『Diaz - Don't Clean Up This Blood』）

### 撮影監督賞
- マルコ・オノラート（『リアリティー』）
- ファビオ・チャンケッティ（『孤独な天使たち』）
- ゲラルド・ゴッシ（『Diaz - Don't Clean Up This Blood』）
- イタロ・ペトリッチョーネ（『ゴッド・オブ・バイオレンス　シベリアの狼たち』）
- ファビオ・ザマリオン（『鑑定士と顔のない依頼人』）

### 作曲賞
- エンニオ・モリコーネ（『鑑定士と顔のない依頼人』）
- アレクサンドル・デスプラ（『リアリティー』）
- マウロ・パガーニ（『ゴッド・オブ・バイオレンス　シベリアの狼たち』）
- フランコ・ピエルサンティ（『孤独な天使たち』）
- テオ・テアルド（『Diaz - Don't Clean Up This Blood』）

### オリジナル歌曲賞
- Tutti i santi giorni - 作詞・作曲：シモーネ・レンツィ、アントニオ・バルディ、ジュリオ・ポンポーニ、ヴァレリオ・グリゼッリ、マッテオ・パストレッリ、ダニエーレ・カタルッチ、歌：ヴァージニア・ミラー（『来る日も来る日も』）

- Fare a meno di te - 作曲：ジャンルーカ・ミジーティ、ラウラ・マラフィオーティ、作詞：ラウラ・マラフィオーティ、歌：La Elle（『Buongiorno papà』）
- Novij - 作詞・作曲：マウロ・パガーニ、歌：ダリアーナ・コウマノーヴァ（『ゴッド・オブ・バイオレンス　シベリアの狼たち』）
- La vita possibile - 作曲：ピヴィオ＆アルド・デ・スカルツィ、作詞・歌：フランチェスコ・レンガ（『Razzabastarda』）
- Twice Born - 作詞・作曲：アルトゥーロ・アンネッキーノ、歌：アンジェリカ・ポンティ（『ある愛へと続く旅』）

### 美術賞
- マウリツィオ・サバティーニ、ラファエッラ・ジョヴァンネッティ（『鑑定士と顔のない依頼人』）
- パオロ・ボンフィーニ（『リアリティー』）
- マルコ・デンティチ（『それは息子だった』[2]）
- マルタ・マッフッチ（『Diaz - Don't Clean Up This Blood』）
- リータ・ラバッシーニ（『ゴッド・オブ・バイオレンス　シベリアの狼たち』）

### 衣装デザイン賞
- マウリツィオ・ミッレノッティ（『鑑定士と顔のない依頼人』）
- パトリツィア・ケリコーニ（『ゴッド・オブ・バイオレンス　シベリアの狼たち』）
- グラツィア・コロンビーニ（『それは息子だった』）
- アレッサンドロ・ライ（『Appartamento ad Atene』）
- ロベルタ・ヴェッキ、フランチェスカ・ヴェッキ（『Diaz - Don't Clean Up This Blood』）

### メイクアップ賞
- ダリア・コッリ（『リアリティー』）
- エンリコ・イアコポーニ（『ローマに消えた男』）
- エンリコ・イアコポーニ、マウリツィオ・ナルディ（『ゴッド・オブ・バイオレンス　シベリアの狼たち』）
- マリオ・ミキサンティ（『Diaz - Don't Clean Up This Blood』）
- ルイジ・ロッケッティ（『鑑定士と顔のない依頼人』）

### ヘアスタイリスト賞
- ダニエラ・タルタリ（『リアリティー』）
- カルロ・バルッチ、マルコ・ペルナ（『ローマに消えた男』）
- ステファノ・チェッカレッリ（『鑑定士と顔のない依頼人』）
- ジョルジョ・グレゴリーニ（『Diaz - Don't Clean Up This Blood』）
- フランチェスコ・ペゴレッティ（『ゴッド・オブ・バイオレンス　シベリアの狼たち』）

### 編集賞
- ベンニ・アトリア（『Diaz - Don't Clean Up This Blood』）
- クレリオ・ベネヴェント（『ローマに消えた男』）
- ヴァルテル・ファサーノ（『はじまりは5つ星ホテルから』）
- マッシモ・クアリア（『鑑定士と顔のない依頼人』）
- マルコ・スポレティーニ（『リアリティー』）

### 録音賞
- レモ・ウゴリネッリ、アレッサンドロ・パルメリーニ（『Diaz - Don't Clean Up This Blood』）
- ガエターノ・カリート（『眠れる美女』）
- フルジェンツィオ・チェッコン（『ローマに消えた男』）
- マリチェッタ・ロンバルド（『リアリティー』）
- ジルベルト・マルティネリ（『鑑定士と顔のない依頼人』）

### 特殊視覚効果賞
- マリオ・ザノット（Storyteller）（『Diaz - Don't Clean Up This Blood』）
- アンドレア・マロッティ（『ダリオ・アルジェントのドラキュラ』）
- パオラ・トリゾリオ、ステファノ・マリノーニ （Visualogie）（『ゴッド・オブ・バイオレンス　シベリアの狼たち』）
- ブルーノ・アルビ・マリーニ（Wonderlab）（『リアリティー』）
- ジャンルーカ・デンティチ（Reset VFX）（『ローマに消えた男』）

### 長編ドキュメンタリー賞
- Anija (La nave)（監督：ローランド・セイコ）
- Bad Weather（監督：ジョヴァンニ・ジョンミ）
- Fratelli & sorelle - Storie di carcere（監督：バルバラ・クピスティ）
- Nadea e Sveta（監督：マウラ・デルペロ）
- Pezzi（監督：ルカ・フェッラーリ）

### 短編映画賞
- L'esecuzione（監督：エンリコ・イアンナッコーネ）
- Ammore（監督：パオロ・サッサネッリ）
- Cargo（監督：カルロ・シローニ）
- Preti（監督：アストゥティッロ・ズメリーリャ）
- Sessanta（監督：ピッポ・メッツァペーザ）

### EU映画賞
- 愛、アムール（監督：ミヒャエル・ハネケ）
- 007　スカイフォール（監督：サム・メンデス）
- アンナ・カレーニナ（監督：ジョー・ライト）
- カルテット！　人生のオペラグラス（監督：ダスティン・ホフマン）
- 君と歩く世界（監督：ジャック・オーディアール）

### 外国映画賞
- ジャンゴ　繋がれざる者（監督：クエンティン・タランティーノ）
- アルゴ（監督：ベン・アフレック）
- 世界にひとつのプレイブック（監督：デヴィッド・O・ラッセル）
- リンカーン（監督：スティーブン・スピルバーグ）
- ライフ・オブ・パイ／トラと漂流した227日（監督：アン・リー）

### ヤング・ダヴィッド賞
- 鑑定士と顔のない依頼人 La migliore offerta（監督：ジュゼッペ・トルナトーレ）
- Il principe abusivo（監督：アレッサンドロ・シアーニ）
- Una famiglia perfetta（監督：パオロ・ジェノヴェーゼ）
- ある愛へと続く旅 Venuto al mondo（監督：セルジオ・カステリット）
- Viva l'Italia（監督：マッシミリアーノ・ブルーノ）

### ダヴィッド特別賞
- ヴィンチェンツォ・チェラーミ